# Kastanienmännchen

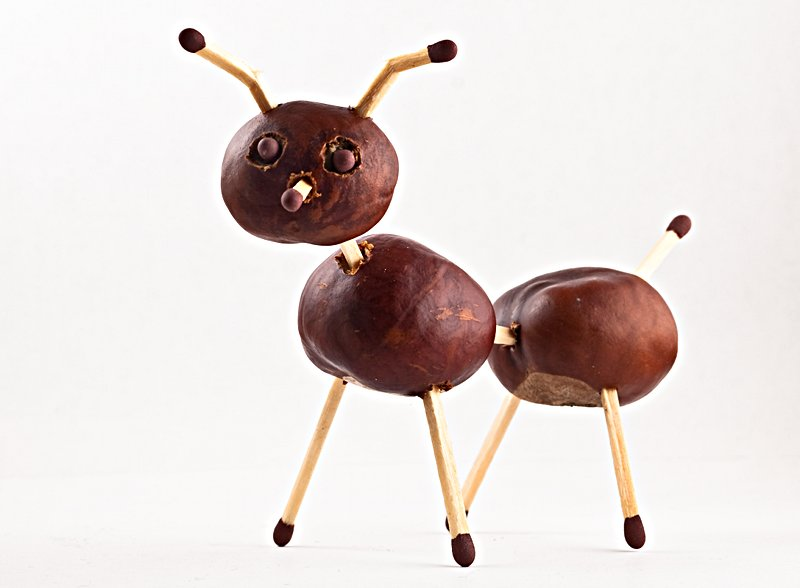
Tierfigur aus Kastanien und Hölzchen

Das Kastanienmännchen (auch Streichholzmännchen genannt) ist ein herbstliches Bastelobjekt. Der Hauptbestandteil dieser Kreatur sind Kastanien, die Samen der Rosskastanie. Die Kastanien werden dazu mit Schnüren, Streichhölzern, Schaschlikstäbchen oder anderen Materialien so verbunden, dass sie einen stilisierten Menschen darstellen können. Neben Menschen werden auch Tiere, Pflanzen und Schmuckstücke aus Rosskastanien gebastelt.

## Sinn und Zweck
In Kindergarten und Schule dient das Basteln von Kastanienmännchen häufig der Schulung der Feinmotorik und dem Einsatz der eigenen Kreativität. Das vorausgegangene Sammeln der Kastanien im Freien ist auch ein Teil des Kastanienmännchenbastelns.

## Verwendung in Literatur
In dem Roman Herr Lehmann von Sven Regener sagt die Figur Frank Lehmann über einen Hund:  „Du siehst ja vielleicht aus, ... wie diese Tiere, die man als Kind aus Kastanien gemacht hat, wo man immer so Streichhölzer in die Kastanien steckt, als Beine und so. Wenn ich einfach weglaufen würde, wer weiß, ob du mich überhaupt kriegen würdest, mit den Beinen.“

## Bilder

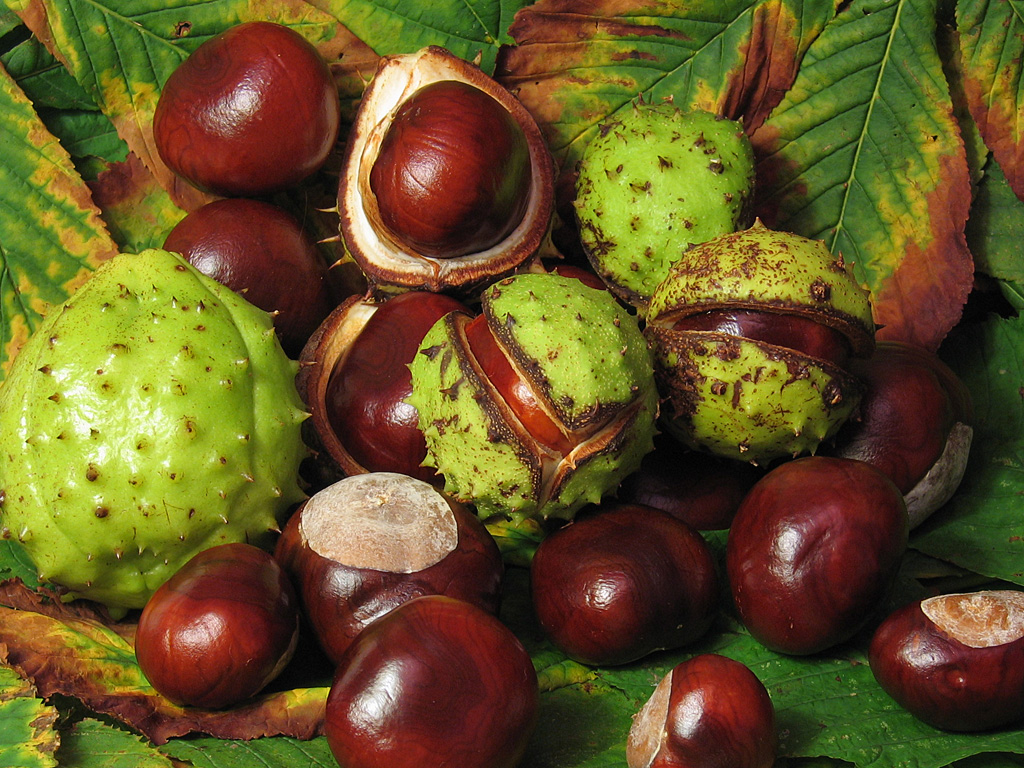
Kastanien als Bastelmaterial
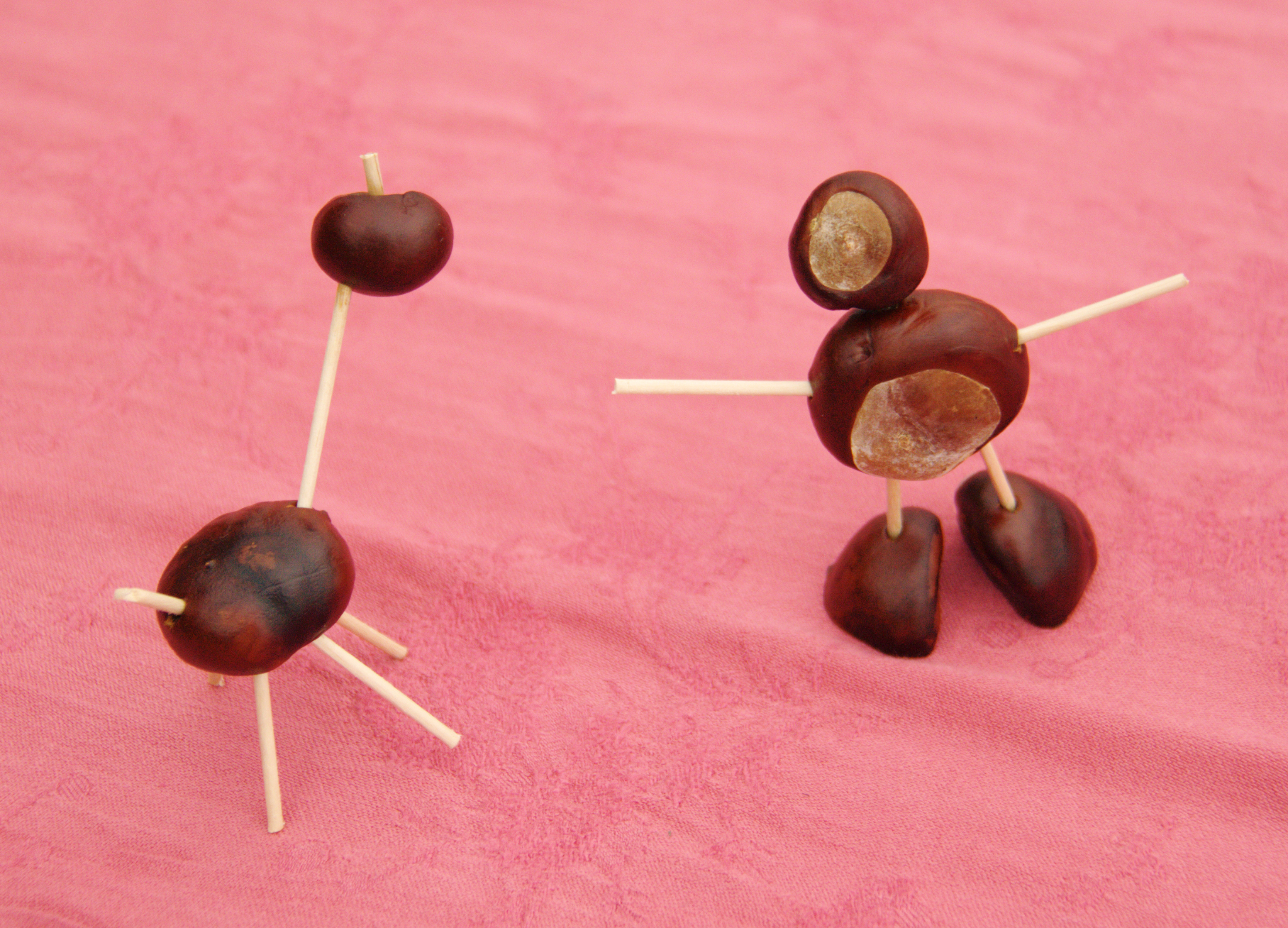
Kastanienmännchen
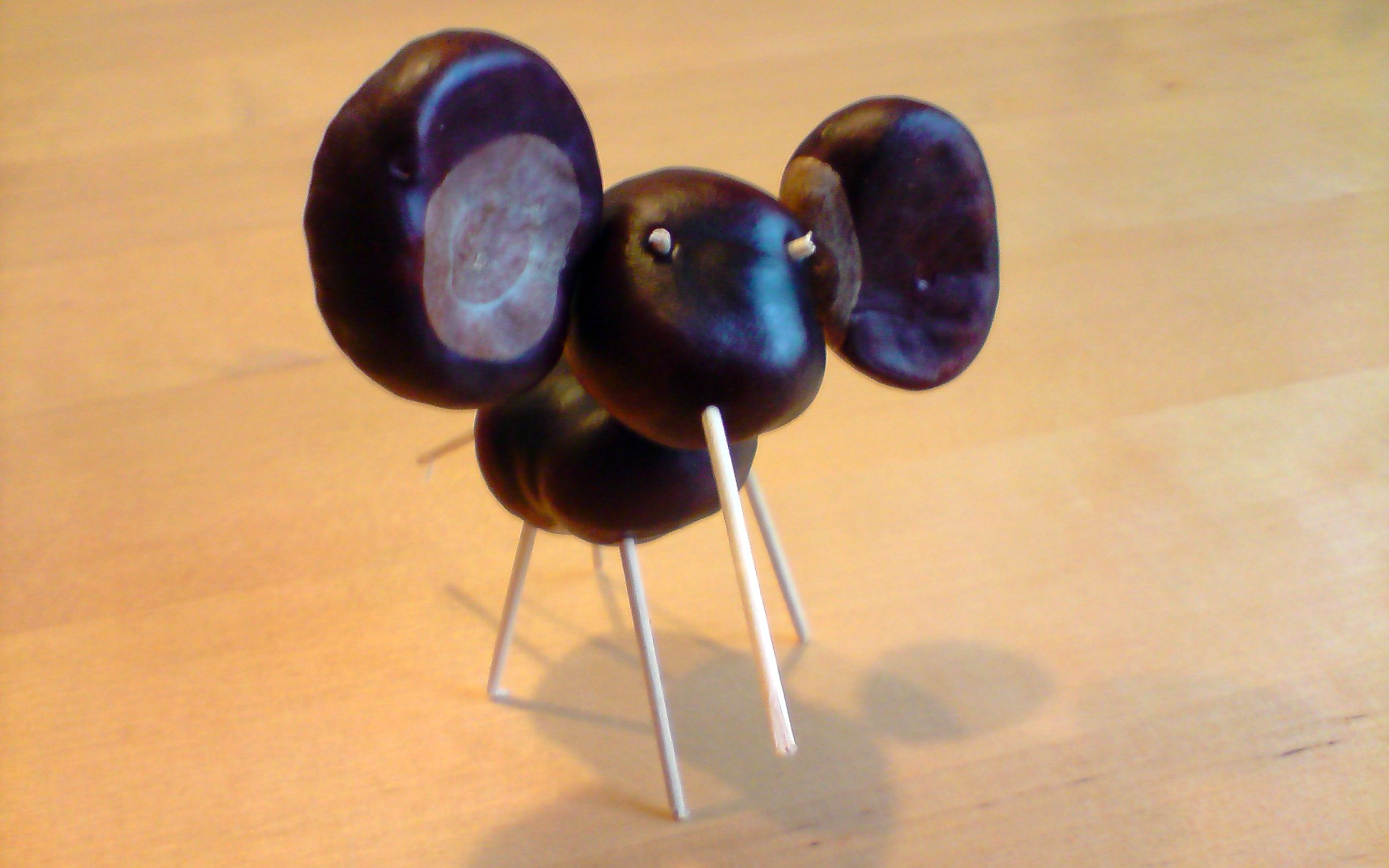
Kastanienelefant
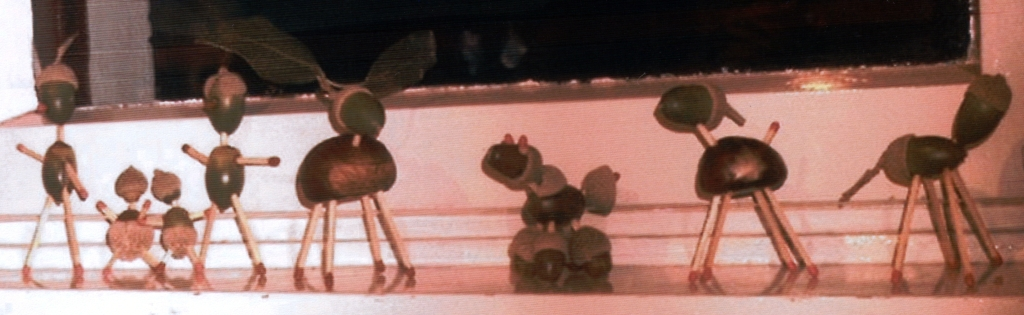
Kastanientiere mit zusätzlich verbauten Eicheln auf der Fensterbank